# Patellapis flavovittata
Patellapis flavovittata là một loài Hymenoptera trong họ Halictidae. Loài này được W. F. Kirby mô tả khoa học năm 1900.